# Ayub Khoso
Ayub Khoso (ourdou : ایوب کھوسو) est un acteur pakistanais de télévision et de cinéma, né en 1960 à Jacobabad (Sindh). Il est surtout connu pour son rôles dans In the Name of God.

## Biographie
Khoso est né d'une mère pachtoune et d'un père baloutche. Il commence sa carrière d'acteur pendant sa scolarité. Il joue son premier rôle dans le drama télévisé Chaon, diffusé par PTV.
Il est diplômé de l'université du Balouchistan. Il parle couramment baloutche, pachtoune, brahoui, sindhi, ourdou et anglais.
Il a 4 enfants.

## Filmographie

### À la télévision
- 2004 : Mahnoor
- 2016 : Mehmaan Nawaz
- 2016 : Sham Se Pehlay
- 2017–2018 : Rasmein
- Rubaru Tha Ishq

### Au cinéma
| Année | Film                     | Rôle                           | Notes             |
| ----- | ------------------------ | ------------------------------ | ----------------- |
| 2007  | Khuda Kay Liye           | caméo                          | Blockbuster       |
| 2014  | O21                      | Abdullah                       | Hit               |
| 2015  | Welcome 2 Karachi        | le dirigeant taliban Agha Jaan |                   |
| 2015  | Swaarangi                | Saieen                         |                   |
| 2016  | Hijrat                   |                                |                   |
| 2016  | Revenge of the Worthless | Ameer Qudratuullah             |                   |
| 2016  | Yalghaar                 | le colonel Jogezai             |                   |
| 2016  | Jashan                   |                                | Film en pachtoune |

## Récompenses et nominations
| Année | Prix             | Œuvre nommée | Catégorie                 | Résultat   |
| ----- | ---------------- | ------------ | ------------------------- | ---------- |
| 2015  | Lux Style Awards | O21          | Meilleur acteur de cinéma | En attente |

## Hommage
En 2011, le Conseil national des arts du Pakistan (en) dédie une soirée à Ayub Khoso, en reconnaissance à son apport à l'industrie de la télévision pakistanaise. Une pièce intitulée Main kaun hoon (« Qui suis-je ? ») mise en scène par Shoaib Khaliq et jouée par Khoso lui-même, est projetée sur un écran lors de la soirée.